# Naturschutzgebiet Große Dhünntalsperre (Große und Kleine Dhünn)
Das Naturschutzgebiet Große Dhuenntalsperre (Große und Kleine Dhünn) ist ein Naturschutzgebiet in den Gebieten westlich und nördlich der Großen Dhünntalsperre im Bereich der Gemeinde Odenthal und der Stadt Wermelskirchen im Rheinisch-Bergischen Kreis.

## Beschreibung

### Odenthal
Das Schutzgebiet in der Gemeinde Odenthal erstreckt sich von der Staumauer bis zum Speicherbecken westlich von Richerzhagen.Schutzwürdige Biotope BK-4909-0186 Das Gebiet ist häufig mit alten, teilweise auch mit jungen Buchenwäldern bestockt. An den Hängen fließen zahlreiche Quellbäche zu Tale, die oft in Vorstaubecken mit durch Röhrichte belebten Uferbereichen einmünden. Die südliche Ausdehnung des Gebietes wird in der Regel durch eine Wald-Offenland-Grenze markiert. Das Biotop ist aufgrund der relativen Unberührtheit infolge der Wasserschutzgebietssituation und der damit verbundenen besonderen Sorgfaltspflicht gegenüber möglichen Beeinträchtigungen für den angrenzenden Wasserkörper der Talsperre in besonderer Weise repräsentativ für die Bergischen Hochflächen. Das Gebiet bildet eine funktionale Einheit mit dem Wasserkörper der Großen Dhünn-Talsperre. Dabei übernehmen die Hangwälder eine wichtige Bodenschutzfunktion für die Talsperre. Hauptentwicklungsziel sind der Erhalt und die Optimierung der Buchenwaldflächen und allmähliche Beseitigung der angrenzenden Nadelholzforste, die durch Neuanpflanzung von Buchenbeständen ersetzt werden sollen.

### Wermelskirchen
Das Schutzgebiet in der Stadt Wermelskirchen erstreckt sich von der Staumauer in Lindscheid im Westen bis zum Wanderparkplatz Neumühle im Osten.Schutzwürdige Biotope BK-4909-0187 und BK-4909-901 An den Uferhängen herrschen oberhalb der Wasserlinie Ginster- oder Besenheiden-Gewächse vor, denen sich hangwärts Birken-Pionierwälder und Waldstreifen aus Buchen- und Eichen-Wald oder Fichtenforste anschließen. Die Buchen-Eichenwälder sind am Unterwuchs aus Adlerfarn,  Stechpalmen und der Gewöhnlichen Goldrute leicht zu erkennen. Verschiedentlich findet man auch  Kiefern oder vereinzelte Lärchen und Traubeneichen. In den Birken-Eichenwäldern wachsen Heidelbeeren zusammen mit Pfeifengras und Draht-Schmiele in der Krautschicht. Die Birkenpionierwälder dringen auch stark in die Heiden ein und überwuchern sie. An den steileren Stellen der Böschungen, die den Stausee fast ganz umrunden, haben sich an den oberhalb der Hochwassermarke liegenden Wirtschaftswegen trockenrasenartige Schaf-Schwingelbestände entwickelt. Diese teilweise sandigen, lehmigen und häufig steinigen Hänge bieten für Reptilien aber auch für zahlreiche Insekten geeignete Lebensräume. In die Talsperre münden verschiedene kleine Bäche. Meistens ist der Bewuchs der Hänge eher spärlich, da die Ufer zum größten Teil sehr steil sind. Eine großflächige Obstwiesenbrache befindet sich an einem Hang im Bereich der ehemaligen Hofstelle Sondern östlich von Lindscheid. Sie weist zahlreiche Obstbäume unterschiedlichen Alters, darunter auch liegendes Totholz auf. Während im unteren Bereich Hochstaudenfluren und Brombeerbüsche vorherrschen, sind am Oberhang die Flächen offener und von Gräsern und Kräutern bewachsen.

## Schutzziele
Der Naturschutz wurde zur Erhaltung von Lebensgemeinschaften oder Lebensstätten bestimmter wildlebender Pflanzen und wildlebender Tierarten beschlossen. Eingeschlossen waren dabei  wissenschaftliche, naturgeschichtliche, landeskundliche und erdgeschichtliche Hintergründe wegen der Seltenheit, der besonderen Eigenart und hervorragenden Schönheit der Fläche. Dazu sollen naturnahe Waldgesellschaften im Bereich der Waldgesellschaften, im Bereich der Talsperre und an den Talhängen, sowie Grünländereien und Obstwiesen erhalten und weiterentwickelt werden. Schließlich geht es um die Erhaltung und Vernetzung naturnaher Lebensstätten in den Sohlen- und Kerbtälern einschließlich der Bachläufe und der Hangbereiche zu einem Biotopverbundsystem.

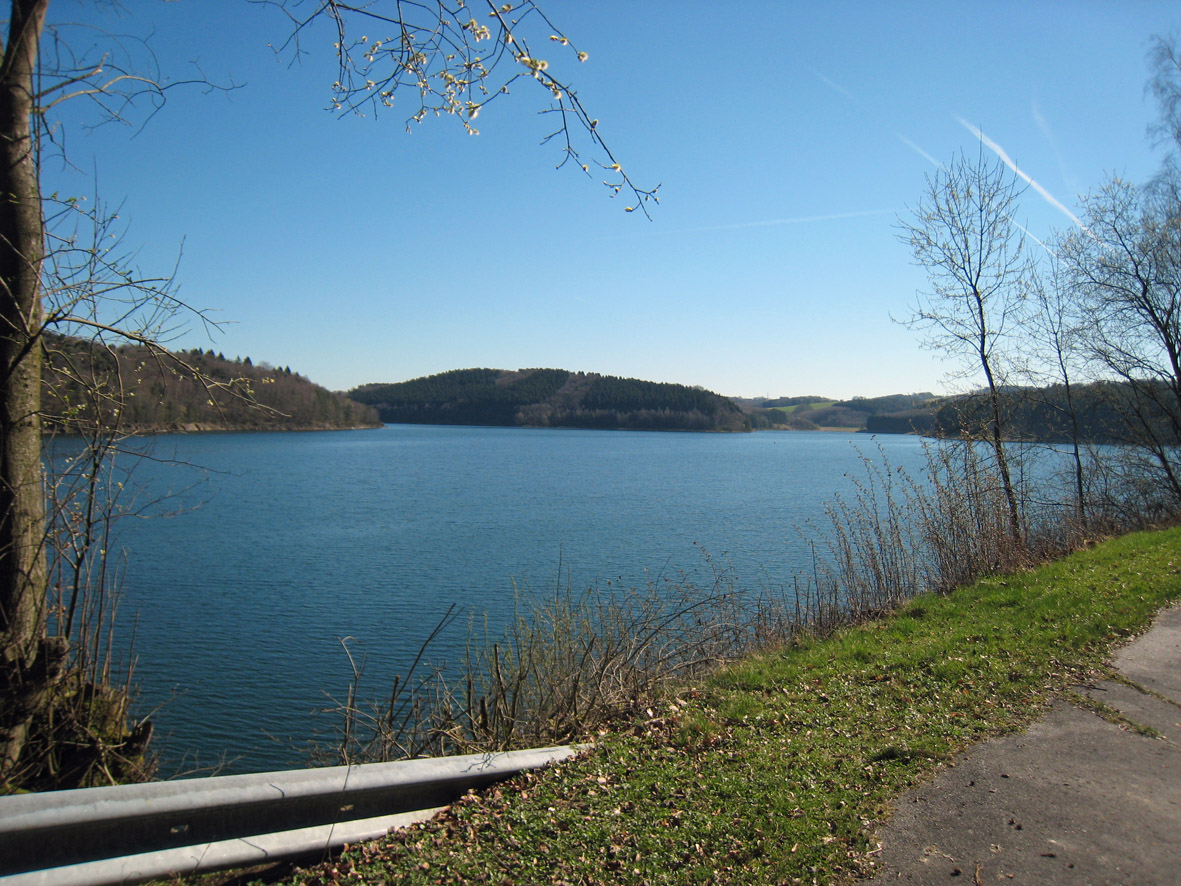
Blick vom Staudamm über die Große Dhünntalsperre
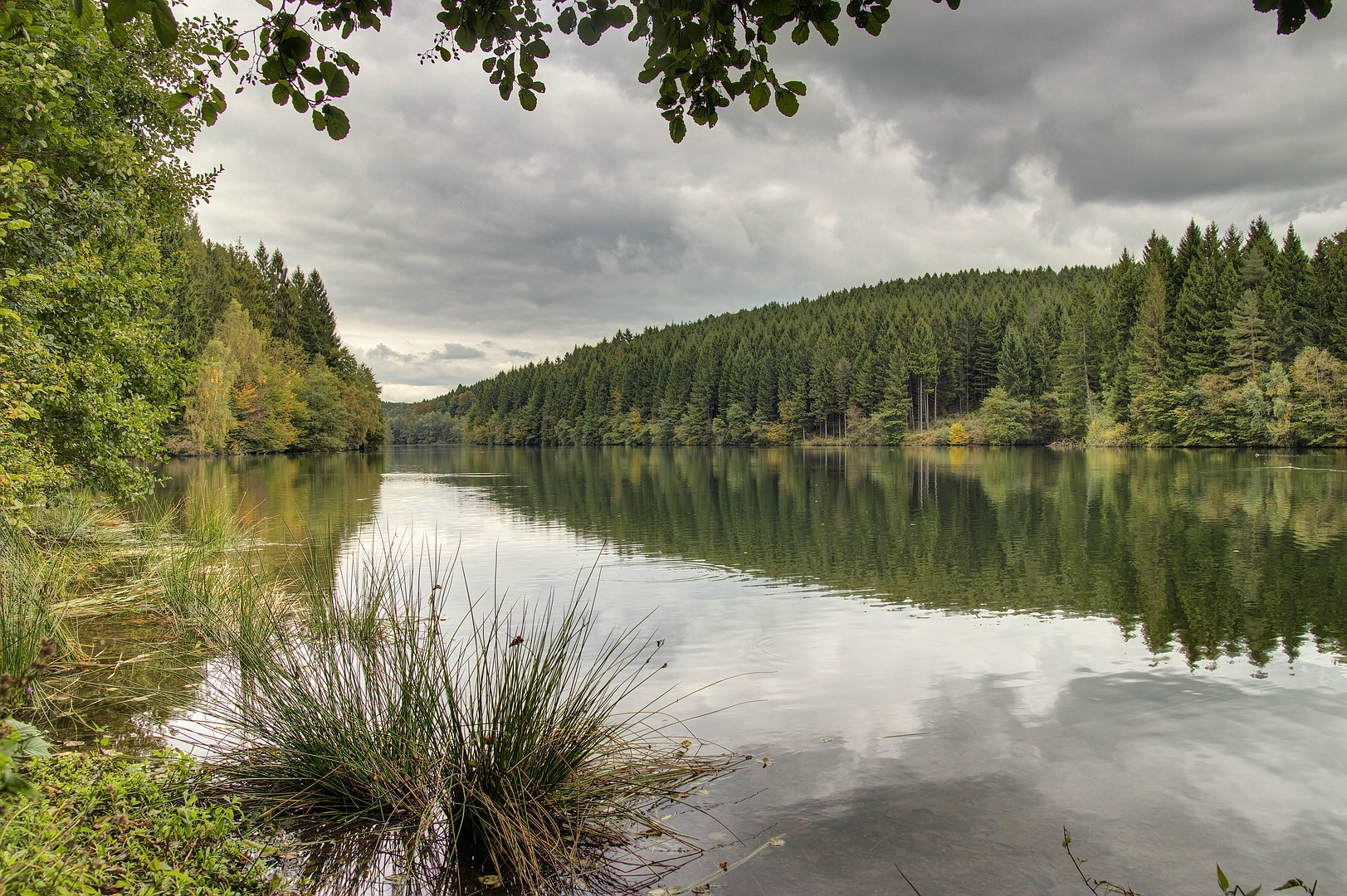
Vorsperre Grosse Dhünn
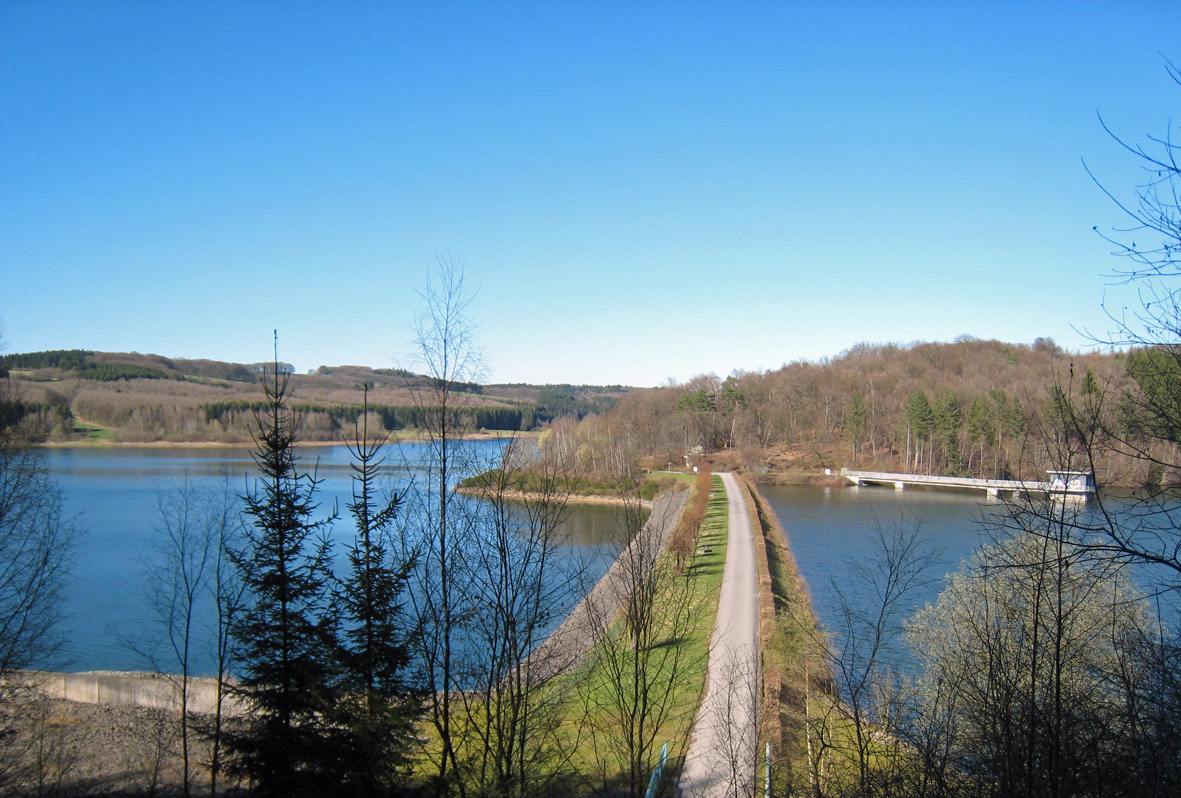
Vorsperrendamm Große Dhünn nördlich Weiden (Kürten)
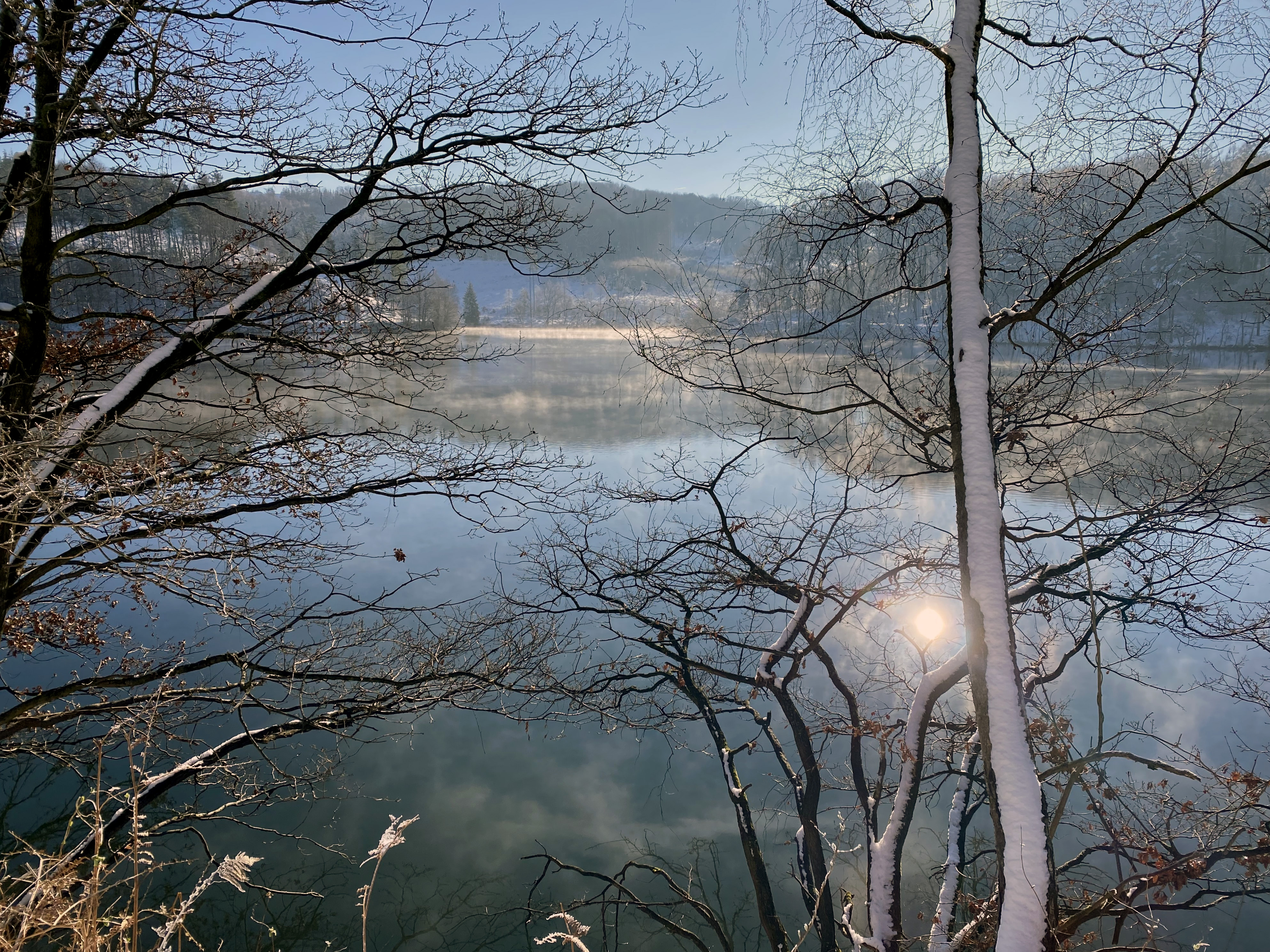
Vorsperre Große Dhünn (Blick vom Wermelskirchener auf das Kürtener Ufer)
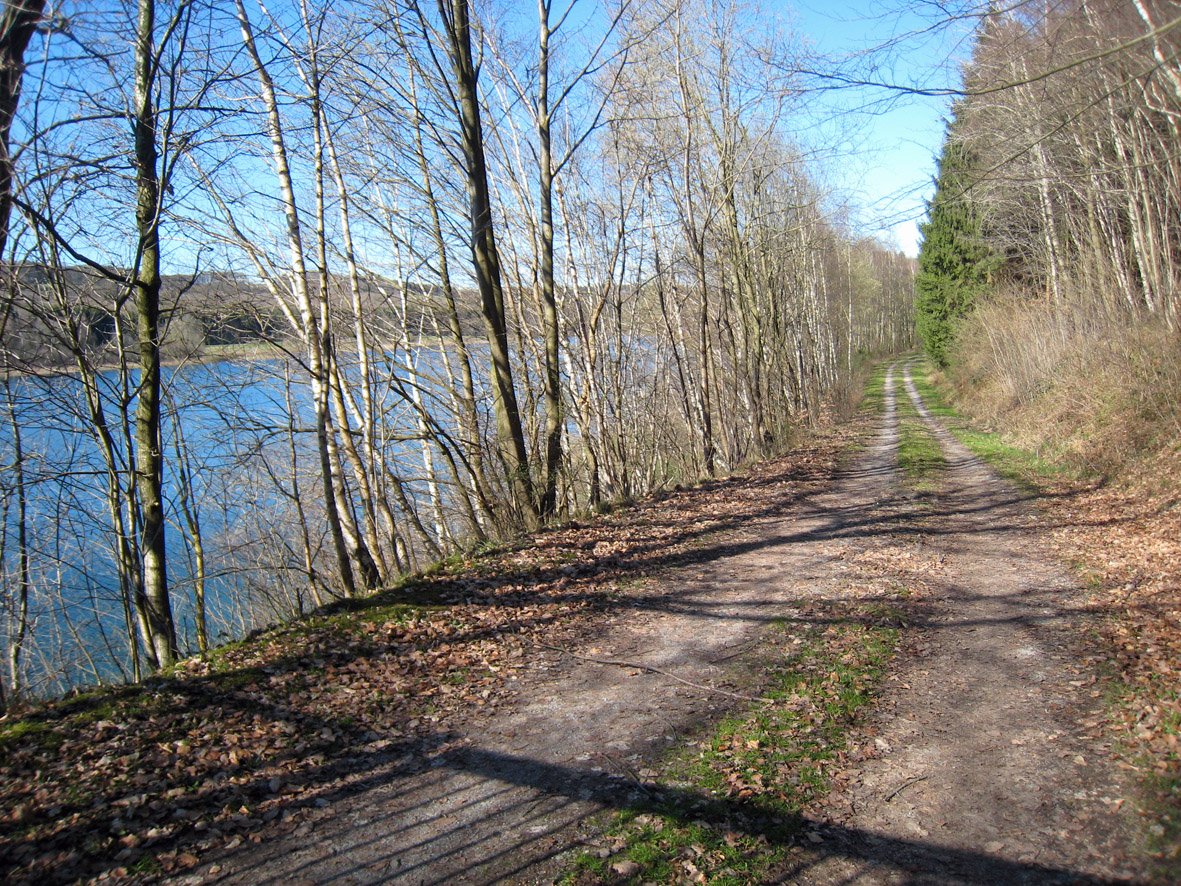
Wirtschafts- und Wanderweg entlang der Talsperre
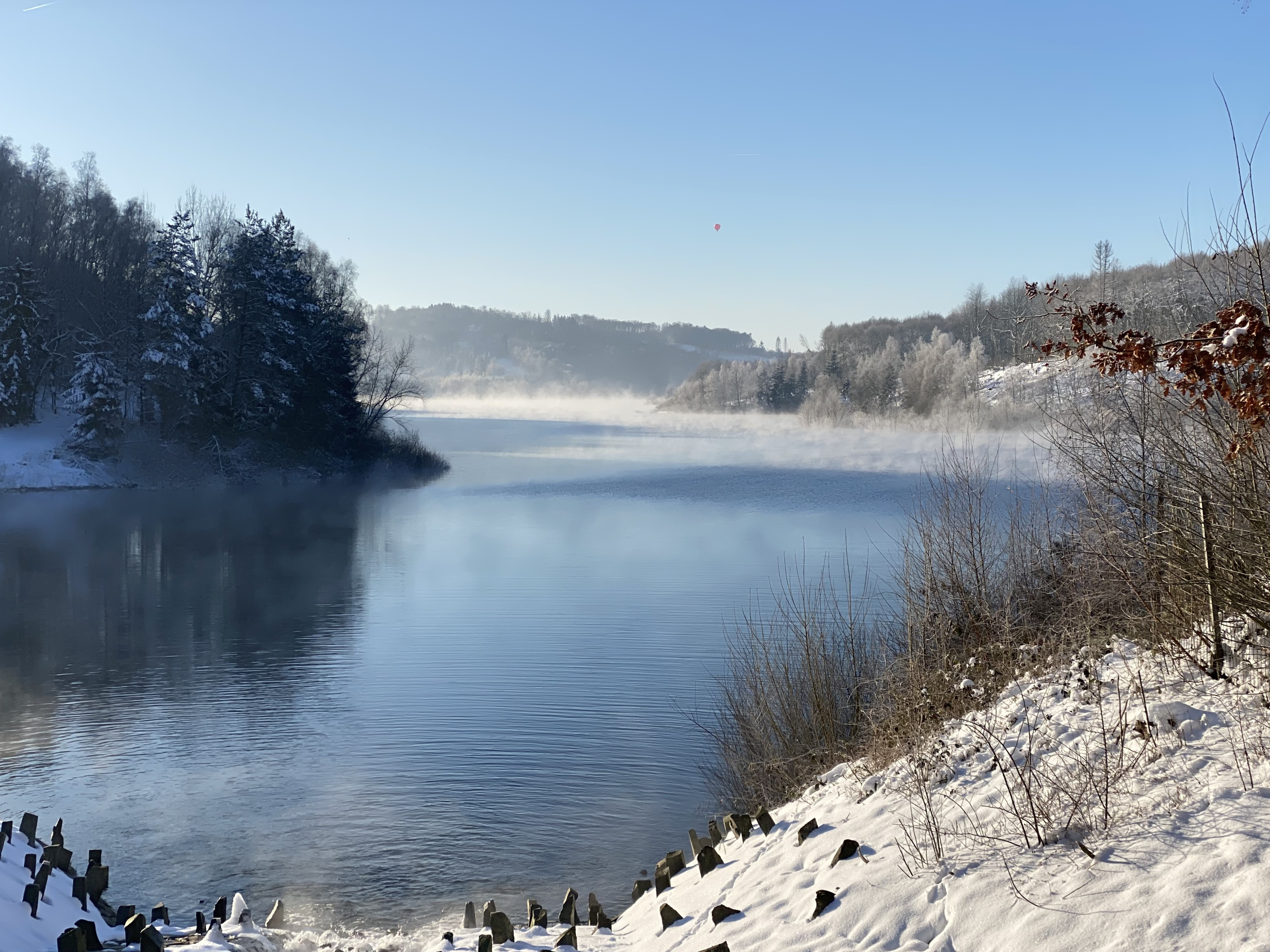
Einlaufbereich Kleine Dhünn
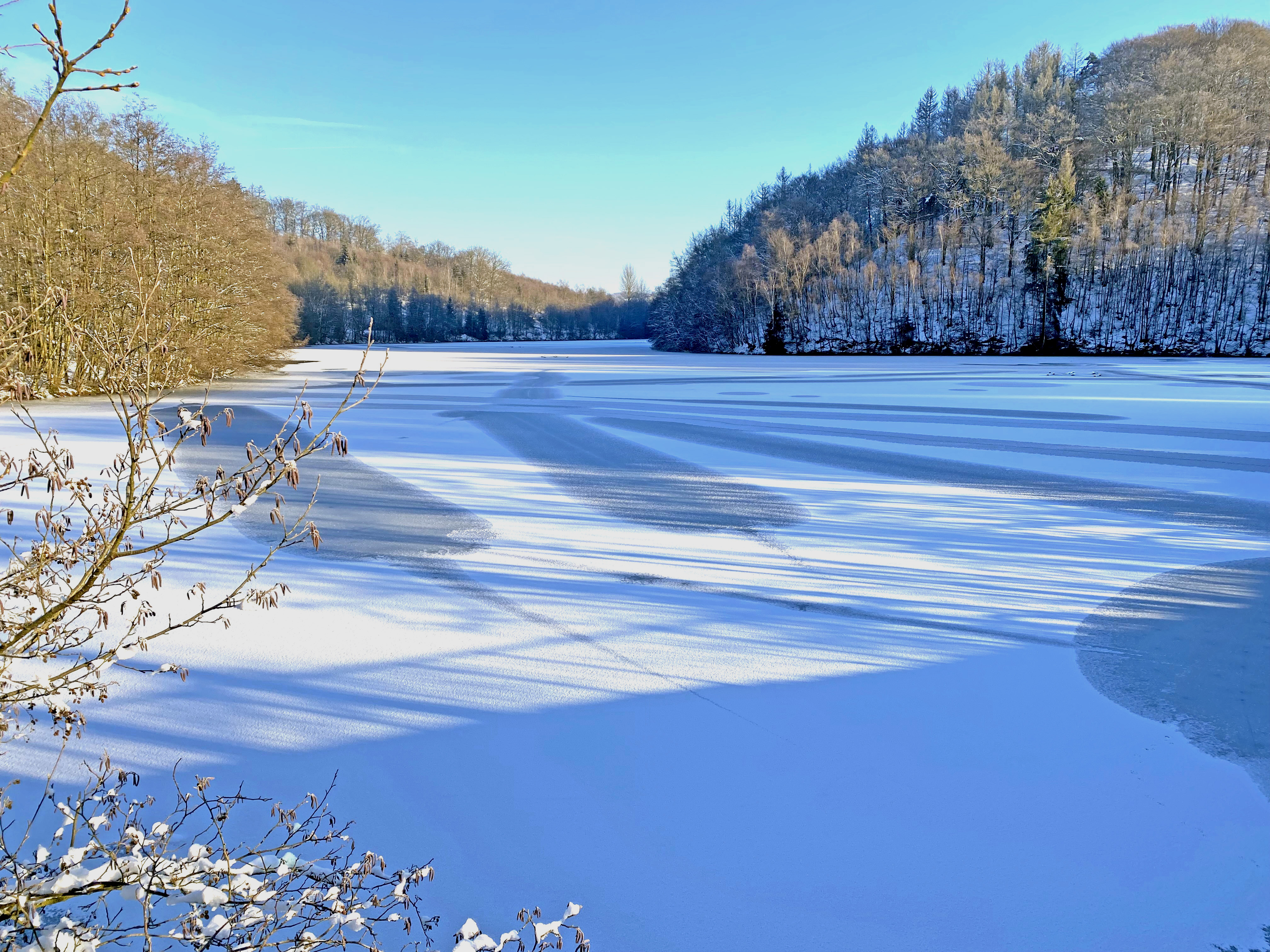
Vorsperre Kleine Dhünn
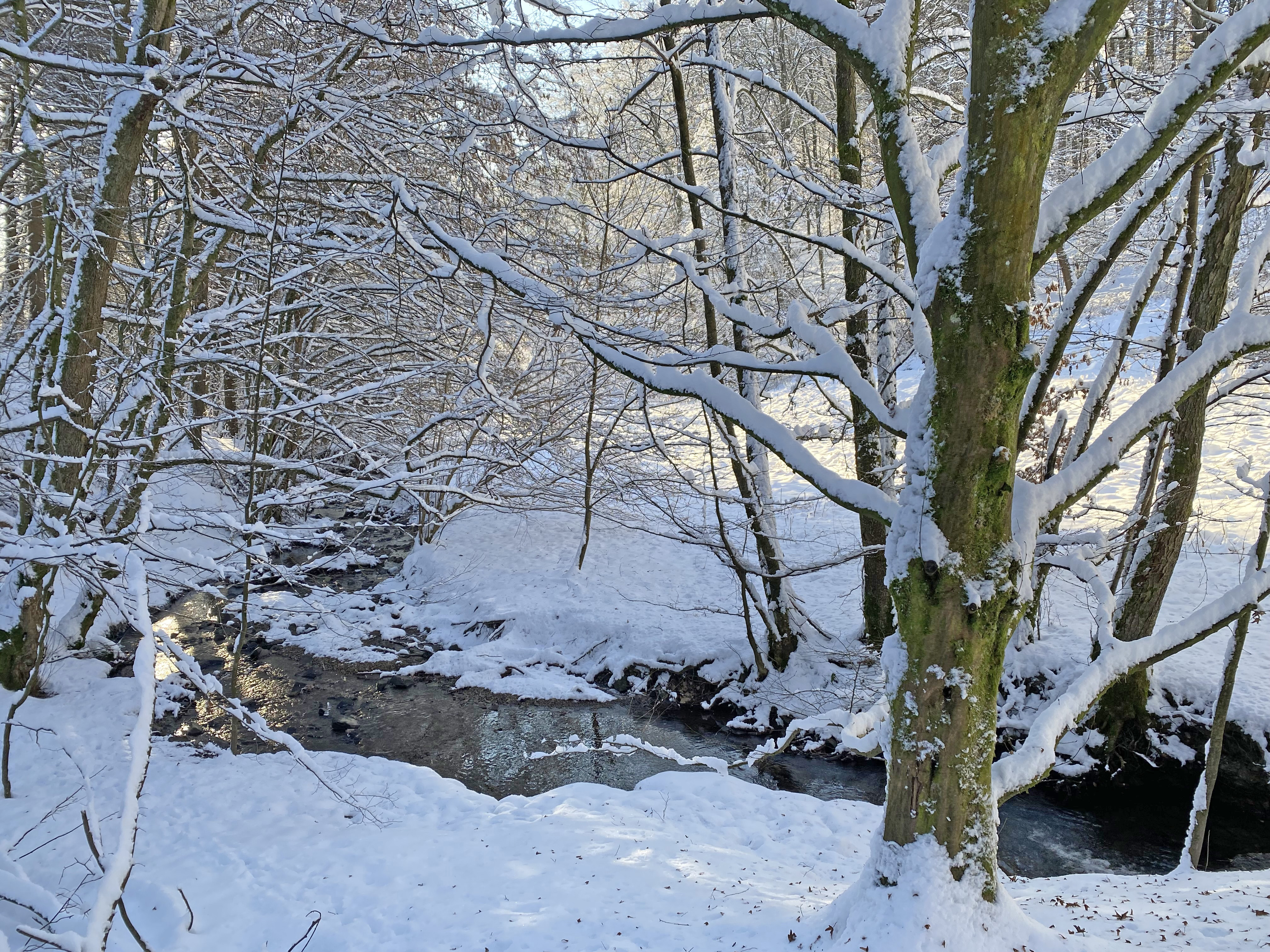
Große Ledder im NSG GL-023
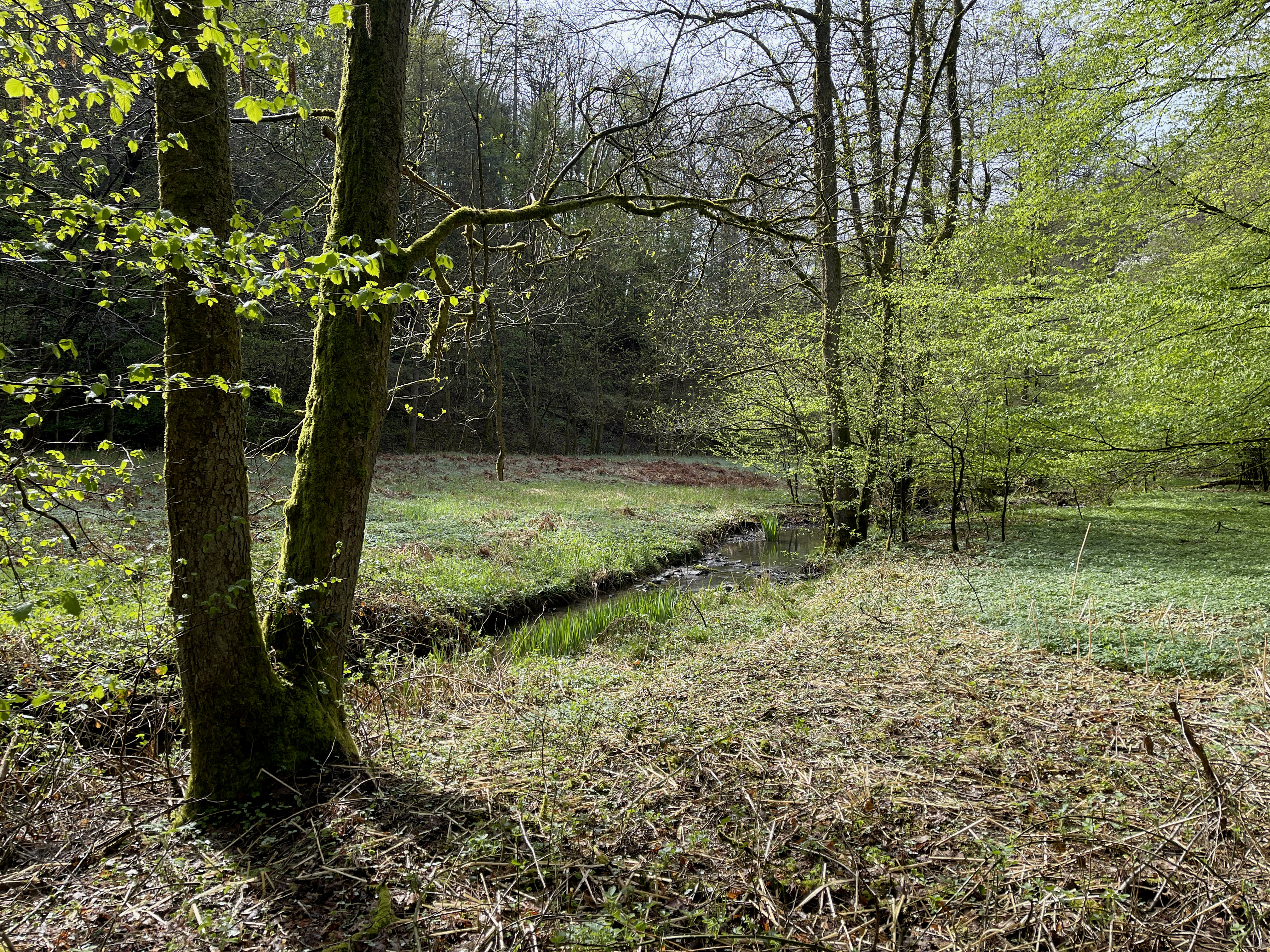
Große Ledder